# デモ割
デモ割（デモわり）とは商店で行われている割引の一つであり、デモ活動が行われる日にそれの参加者を対象として行う割引。2011年の東日本大震災より国内で頻繁に行われている原子力発電所反対デモでは数多くの参加者が集まっており、そのデモ活動が行われる場所に存在する商店でデモ活動に参加した者を対象としてデモ割が実施されている。自分の地域でデモ活動が行われることは騒がしいことなどから快く思っていない者は多いものの、これが行われることは商店にとっては商売の好機であるとも見方も存在している。2013年にはデモ割りの短編ドキュメンタリー映像である「“デモ割”うまれたよ」が製作された。